# Sinister Slaughter
Sinister Slaughter è il secondo album discografico della band statunitense Macabre ed è stato pubblicato nel 1993 dalla Nuclear Blast Records. La copertina è una parodia dell'album dei Beatles Sgt. Pepper's Lonely Hearts Club Band che mostra dei serial killer al posto di persone famose.
Il disco è stato ripubblicato nel 2000 in un digipak che contiene anche le canzoni dell'EP Behind the Wall of Sleep come tracce bonus, versione che la band ha sempre attaccato giudicandola troppo scarna e poco curata rispetto all'originale, mancano infatti i testi delle canzoni e compaiono vari errori di stampa ed inesattezze. Inoltre è stata l'ultima pubblicazione registrata ai famosi Universal Studios di Chicago, Illinois.

## Tracce
1. Nightstalker – 2:06
2. The Ted Bundy Song – 1:19
3. Sniper in the Sky – 1:52
4. Montreal Massacre – 1:26
5. Zodiac – 3:46
6. James Pough, What the Hell Did You Do? – 2:10
7. The Boston Strangler – 1:10
8. Mary Bell – 0:43
9. Reprise – 0:46
10. Killing Spree (Postal Killer) – 1:22
11. Is it Soup Yet – 1:19
12. White Hen Decapitator – 2:31
13. Howard Unrah (What Have You Done Now?) – 2:29
14. Gacy's Lot – 2:21
15. There Was a Young Man Who Blew Up a Plane – 2:10
16. Vampire of Düsseldorf – 2:43
17. Shotgun Peterson – 2:49
18. What's That Smell? – 3:02
19. Edmond Kemper Had a Horrible Temper – 2:35
20. What the Heck, Richard Speck (8 Nurses You Wrecked) – 2:05
21. Albert Was Worse Than Any Fish In the Sea – 1:50

## Formazione
- Corporate Death - voce, chitarra
- Nefarious - basso, cori
- Dennis the Menace - batteria